# Орденская лента

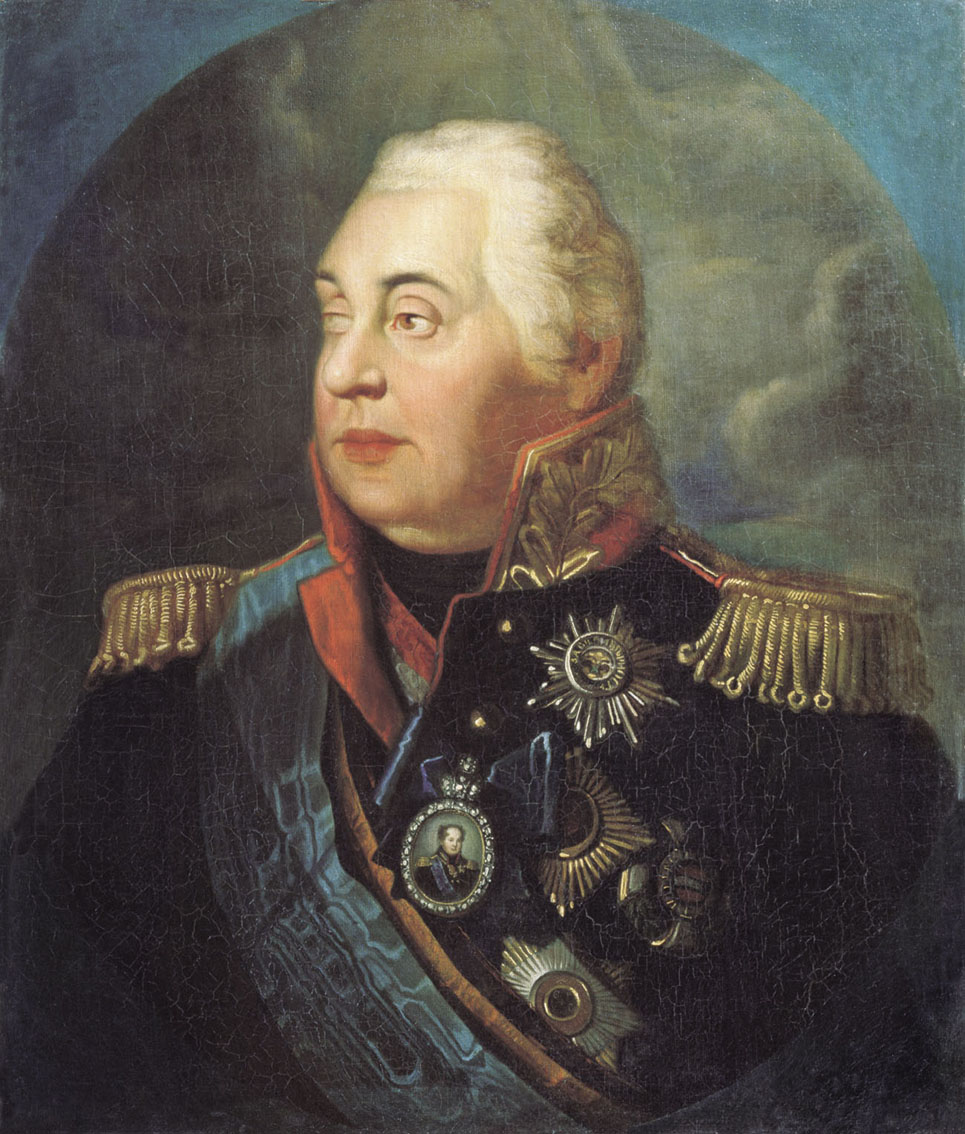
Фельдмаршал Кутузов с лентами орденов Андрея Первозванного, Святого Георгия 1-й степени и австрийского Военного ордена Марии Терезии 1-й степени (под мундиром).

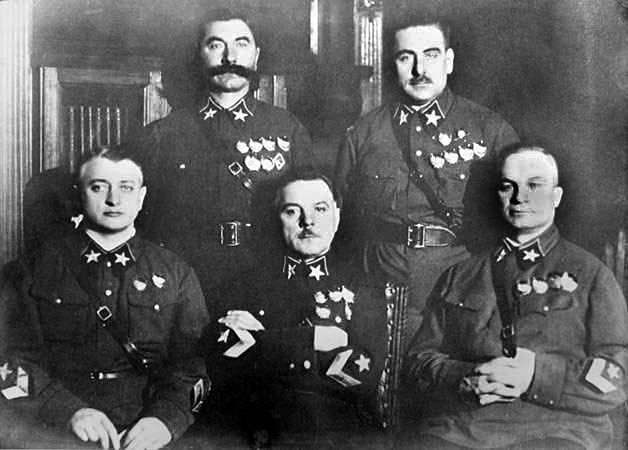
Первые пять Маршалов Советского Союза (слева направо): Тухачевский, Михаил Николаевич, Ворошилов, Климент Ефремович, Егоров, Александр Ильич (сидят)
Будённый, Семён Михайлович и Блюхер, Василий Константинович (стоят). 11 ноября 1935. Все ордена (в основном это ордена Ленина и Красного Знамени) еще не имеют орденских лент.

О́рденская ле́нта или Лента медали — специальная лента, установленная для каждого ордена или медали, имеющая определённый цвет и рисунок. 
Термин имеет несколько смежных значений:
1. У Западноевропейских орденов и орденов Российской империи орденской лентой называется чрезплечная лента из дорогой шёлковой переливчатой ткани — муара, на которой носился знак первой (или единственной, как у российского ордена Андрея Первозванного) степени ордена. В зависимости от статута ордена, лента носилась либо через правое, либо через левое плечо. На плече лента продевалась под эполет или под погон. Допускалось ношение нескольких лент сразу. В некоторых случаях знак первой степени ордена мог носится как на ленте, так и на орденской цепи, в таком случае, вариант с цепью был более парадным. Вторая и последующие степени ордена носились на шее или на груди на более тонких лентах тех же цветов, но под орденской лентой обычно понималась только чрезплечная.
2. В советской системе наград и системе наград большинства соцстран ордена не имели чрезплечных лент. В советской системе орденской лентой обтягиваются орденские колодки, при помощи которых прикрепляются к одежде ордена и медали СССР, носимые на левой стороне груди. Для ношения вместо орденов и медалей только их лент установлены специальные прямоугольные орденские планки, обтянутые соответственно орденской лентой[1]. Ленты присвоены также и орденам, которые носятся на правой стороне груди без колодок, — для ношения планок. Планки всех орденов и медалей носятся на левой стороне груди[1]. В СССР лента к орденам и медалям была введена указом Президиума Верховного Совета СССР от 19 июня 1943 года. Существовавшие до этого ордена, например, Орден Красного Знамени, лент не имели, но после указа стали носится на ленте. Для советских орденов «Мать-героиня», «Материнская слава» и медали «Медаль материнства» ленты не установлены. Ленты медалей «Золотая Звезда» и «Серп и Молот» отдельно от этих медалей не носятся.
3. В Российской Федерации орденские ленты в первом значении имеются у восстановленных императорских орденов Андрея Первозванного и Святого Георгия (первой степени) а также у первой степени  Ордена «За заслуги перед Отечеством». При этом понятие орденская лента продолжает использоваться во втором (советском) смысле.